# Valdas Dambrauskas
Valdas Dambrauskas (Pakruojis, 7 gennaio 1977) è un allenatore di calcio lituano, tecnico del Diósgyőr.

## Carriera
Ha studiato scienza dello sport e dell'allenamento all'Università Metropolitana di Londra e ha lavorato come allenatore in vari settori giovanili, tra cui quelli del Fulham, del Manchester Utd e del Brentford
Dal 2007 al 2010 ha ricoperto per la prima volta l'incarico di allenatore senior, al London Tigers. In seguito ha allenato per un anno la nazionale lituana Under-17 e ha lavorato come vice-allenatore dell'Ekranas, per poi assumere la guida della nazionale lituana Under-19. Nel 2013 ha assunto la guida dell'Ekranas e nel 2014 dello Žalgiris. Nel 2017 si è spostato in Lettonia, dove ha allenato l'RFS Riga per un triennio. Nel febbraio 2020 è stato assunto dai croati dell'HNK Gorica, guidati per qualche mese prima di assumere, il 4 gennaio 2021, la guida dei bulgari del Ludogorec, condotti nel 2020-2021 alla vittoria del titolo nazionale, il decimo di fila. Rescisso consensualmente il contratto con il club bulgaro il 3 ottobre 2021, il 2 novembre seguente torna in Croazia, questa volta per succedere a Jens Gustafsson alla guida dell'Hajduk Spalato, con cui firma un contratto valido fino all'estate del 2024.
Dopo aver maturato il secondo posto in campionato dietro alla Dinamo Zagabria, il 26 maggio 2022 arriva il successo in finale di Coppa di Croazia contro il Rijeka (1-3), che è il primo trofeo spalatino dopo nove anni di digiuno. Il 12 settembre 2022, tre giorni dopo il match di campionato terminato 1-1 in casa del Sebenico, rescinde consensualmente il contratto che lo legava al club spalatino.
Il 25 ottobre seguente prende le redini dell'OFI Creta con cui firma un contratto valido fino all'estate del 2024. Debutta sulla panchina dell'OFI cinque giorni dopo in occasione della trasferta di campionato pareeggiata 1-1 contro l'Arīs Salonicco.

## Palmarès

### Club

#### Competizioni nazionali
- A Lyga: 2

Žalgiris: 2015, 2016
- Lietuvos Taurė: 3

Žalgiris: 2014-2015, 2015-2016, 2016
- LFF Supertaurė: 3

Žalgiris: 2015, 2016, 2017
- Ziemas Kauss: 1

RFS Riga: 2018
- Coppa di Lettonia: 1

RFS Riga: 2019
- Campionato bulgaro: 1

Ludogorec: 2020-2021
- Supercoppa di Bulgaria: 1

Ludogorec: 2021
- Coppa di Croazia: 1

Hajduk Spalato: 2021-2022